# Lijst van spoorwegstations in Noord-Brabant
Dit is een lijst van spoorwegstations in de provincie Noord-Brabant.

## Huidige stations

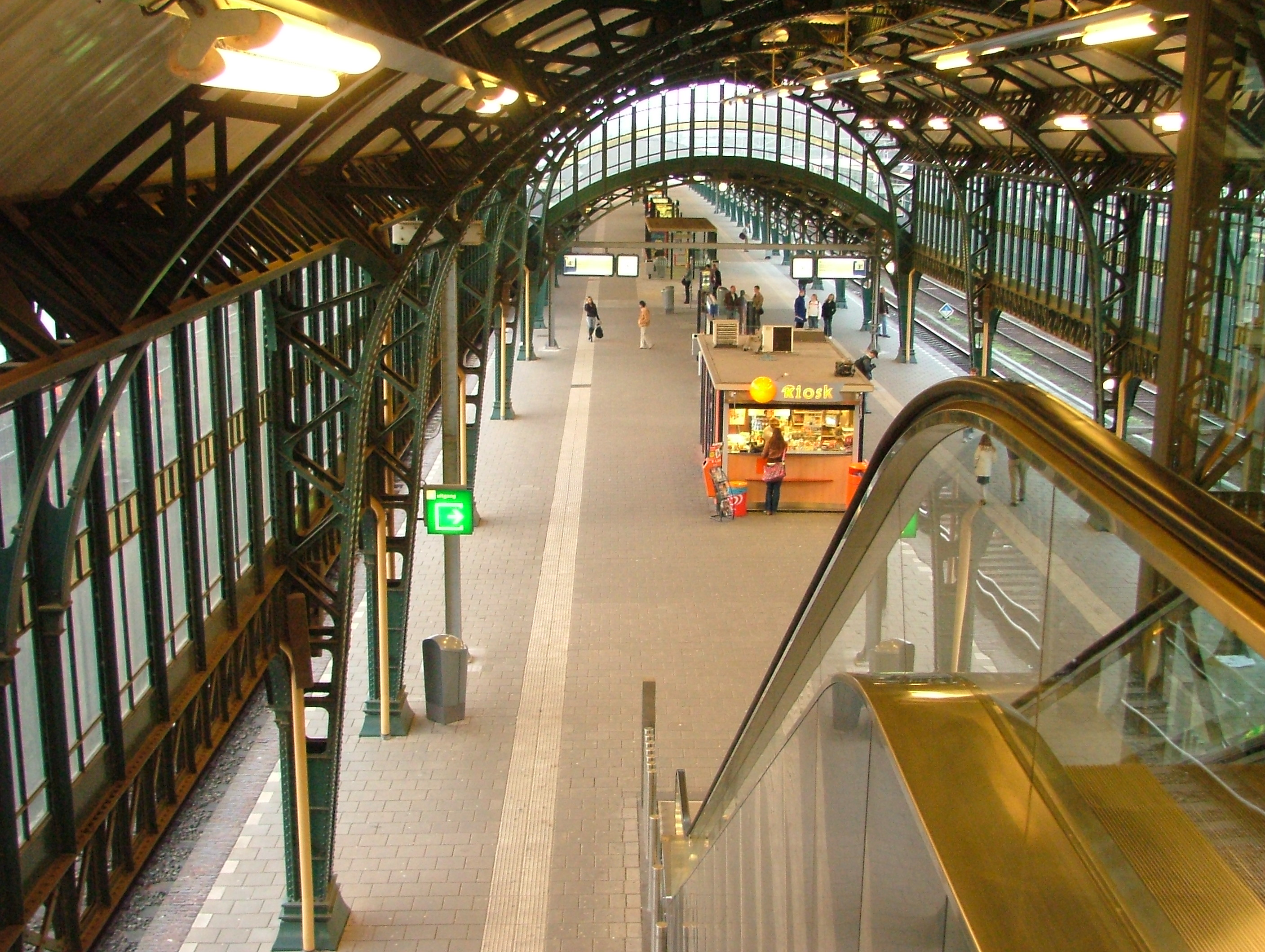
Station 's-Hertogenbosch

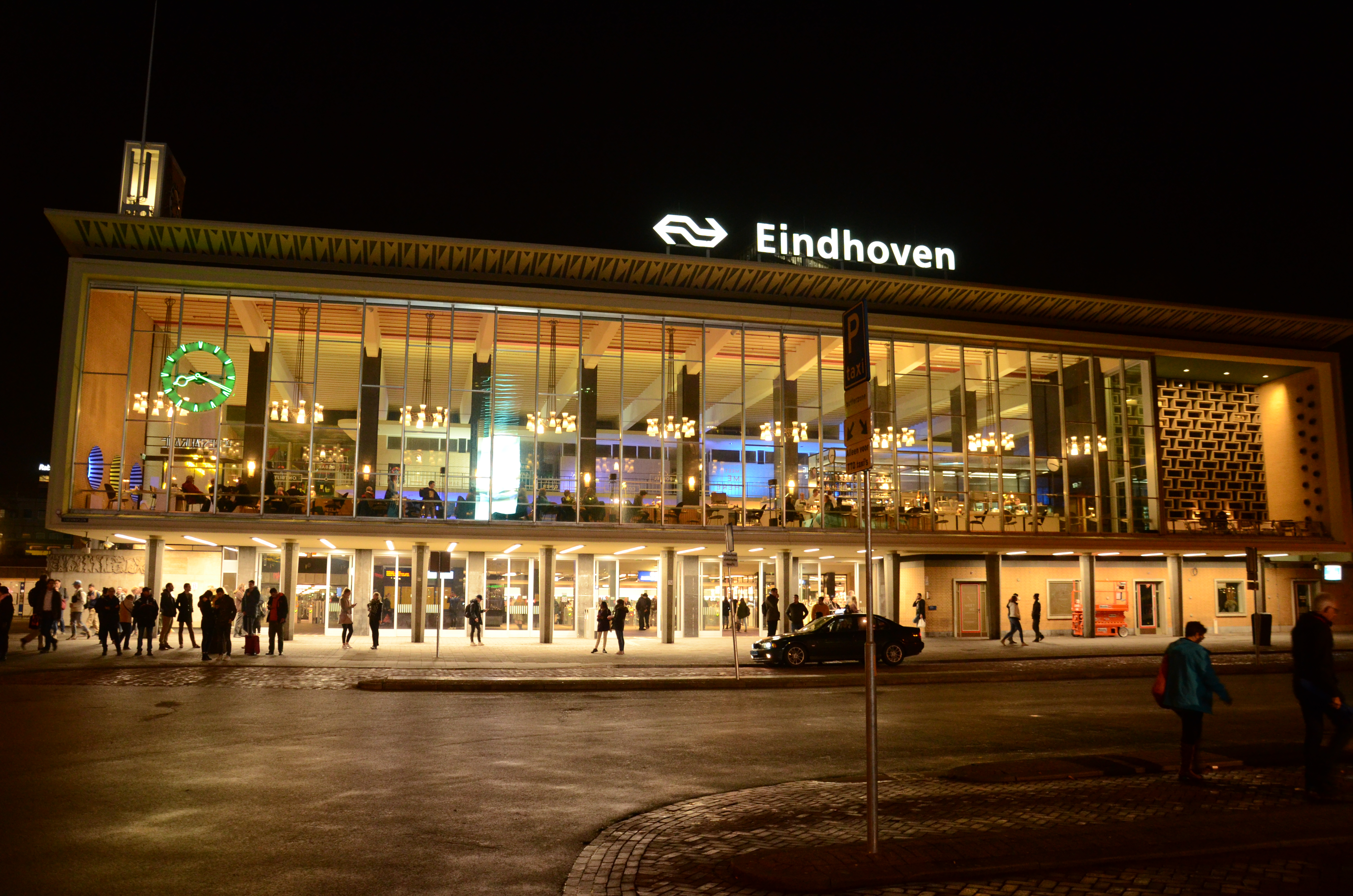
Station Eindhoven Centraal

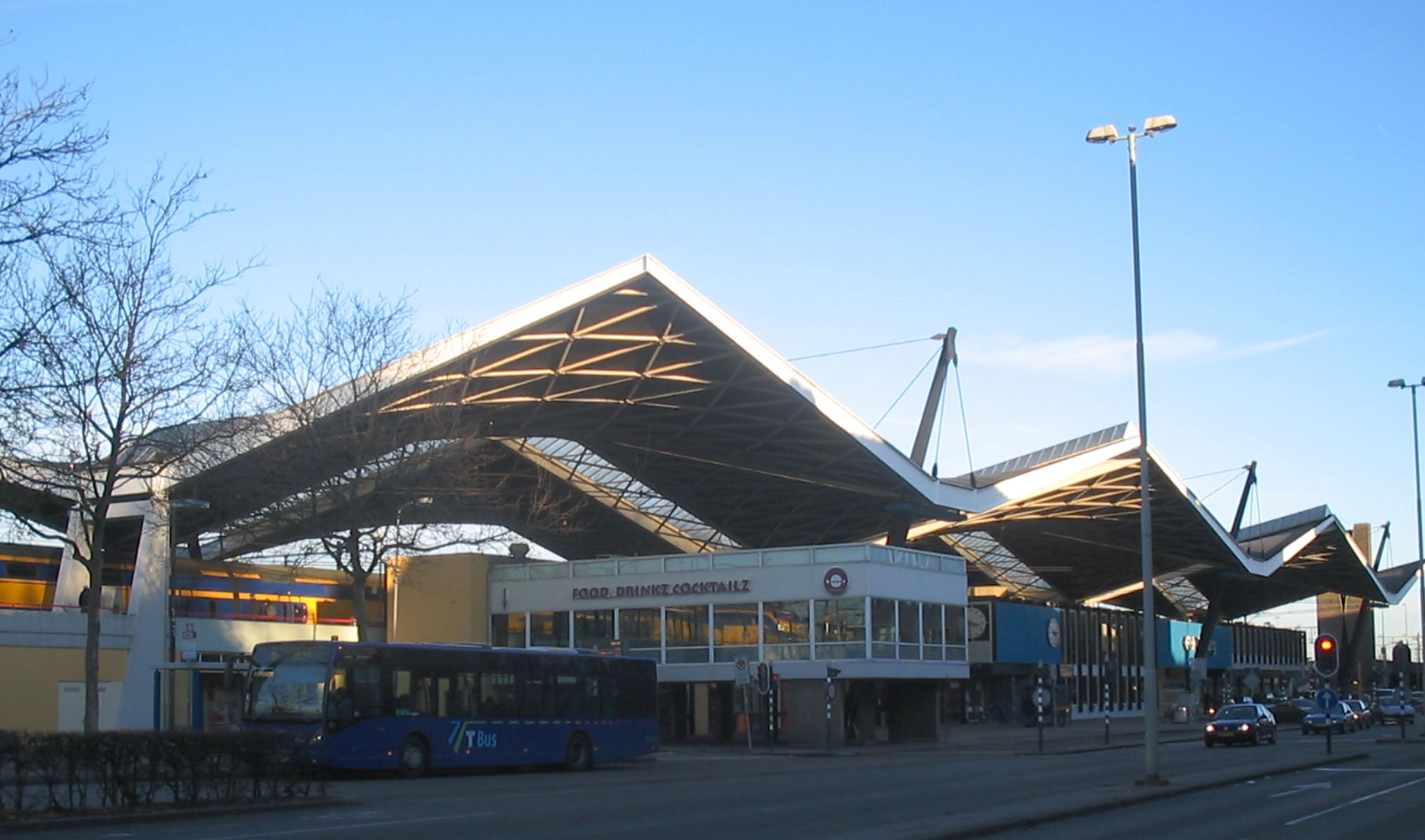
Station Tilburg

- Bergen op Zoom
- Best
- Boxmeer
- Boxtel
- Breda
  - -Prinsenbeek
- Cuijk
- Deurne
- Eindhoven
  - Centraal
  - Stadion (alleen bij evenementen)
  - Strijp-S
- Etten-Leur
- Geldrop
- Gilze-Rijen
- Heeze
- Helmond
  - Brandevoort
  - Brouwhuis
  - 't Hout

- 's-Hertogenbosch
  - Oost
- Lage Zwaluwe
- Maarheeze
- Oisterwijk
- Oss
  - West
- Oudenbosch
- Ravenstein
- Roosendaal
- Rosmalen
- Tilburg
  - Reeshof
  - Universiteit
- Vierlingsbeek
- Vught
- Zevenbergen